# 香豬殃殃
香豬殃殃（学名：Galium odoratum）又名香車葉草，是茜草科豬殃殃屬的植物，原產於歐洲、西亞及北非。植株具有香味，可以添加在食物及酒內以增加食品的風味。
多年生草本植物，植株長三十至五十公分，常平臥在地面上或攀附在其他植物上。葉為單葉，披針形，光滑無毛，長二至五公分，葉六至九片輪生。花小，花徑四至七公釐，白色，每一朵花有四片花瓣，花瓣在基部合生，花序為聚繖花序。種子直徑二至四公釐，種子上生有極小的鉤狀刺毛，這些刺毛可以鉤住衣服或動物的毛皮，利用人類及動物來散播種子。
香豬殃殃喜歡潮濕且肥沃的土壤，在半遮蔭至完全遮蔭的環境下生長良好，夏季時因為水份蒸散的較快，土壤比較快乾，栽培時要注意土壤的濕潤度，需常常澆水，以防止土壤過度乾燥，造成植株枯死。繁殖時主要是使用分株法繁殖，將已生根的莖由母株切離或是挖取埋在土裡的走莖另行種植即可。

## 用途

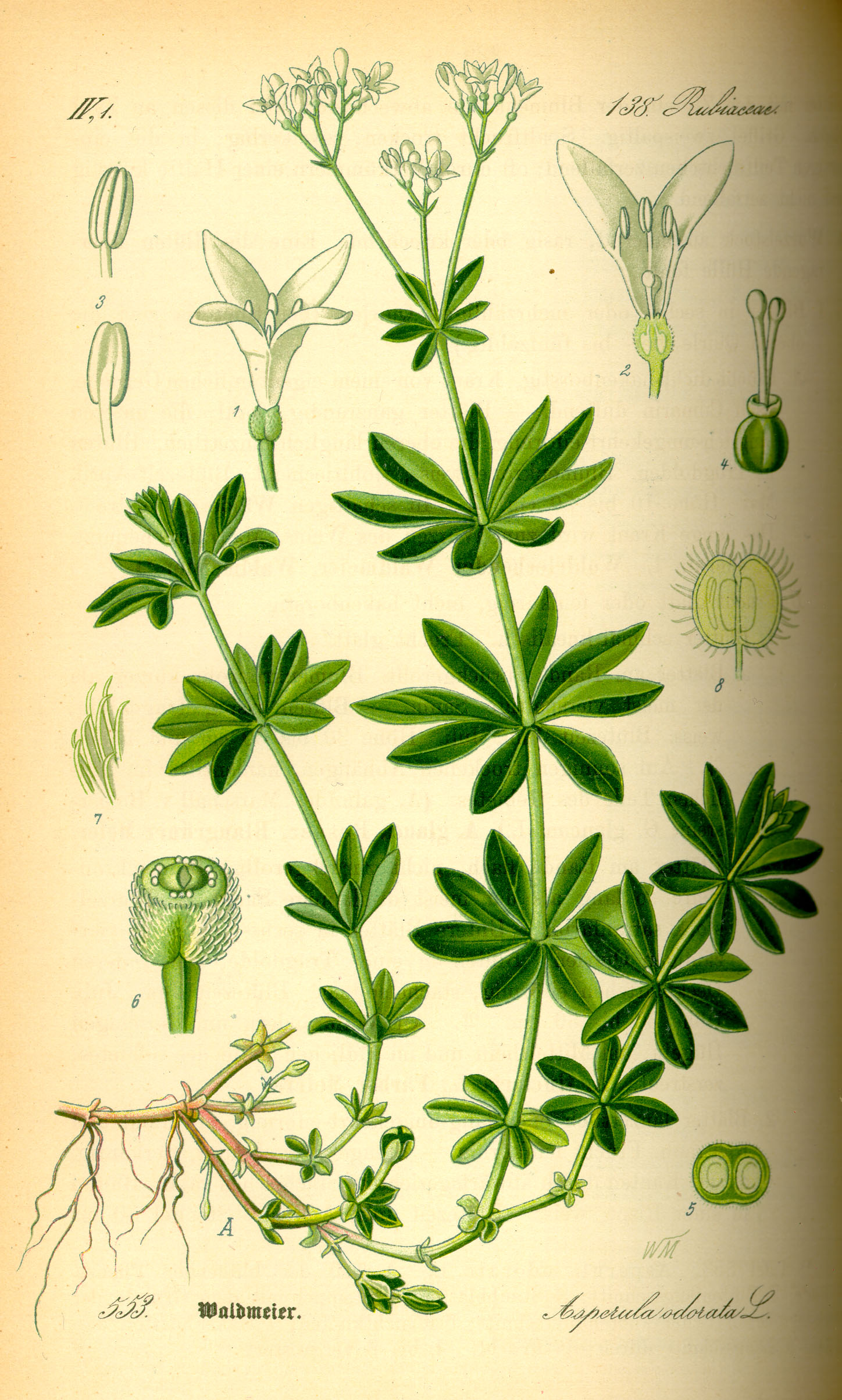
香豬殃殃

香豬殃殃的植株具有香味，這種香甜味是來自於香豆素的味道，香味會隨著乾燥的程度越乾越香。香豬殃殃可以放在香罐內，當做薰香的原料，也可以用來防治蛾類害蟲。在德國會添加香豬殃殃在葡萄酒（五月酒 Maiwein）、啤酒（柏林淡啤酒 Berliner Weisse）、白蘭地、香腸與果醬內，來增加食品與酒的風味，也可以做成花草茶飲用，有鎮靜安眠的效果。
由於香豬殃殃有輕微的毒性，使用時需要特別注意，在德國，一公升五月酒使用三公克以下的香豬殃殃，是較安全的。大劑量的使用會導致頭痛，而使用極高的劑量時甚至會有意識狀態改變（mind-altering）的現象，會產生眩暈、嗜睡甚至是中樞性癱瘓，昏迷時會發生窒息的現象。